# Фахрутдинов, Тагир Мухаремович
Таги́р Мухаре́мович Фахрутди́нов (25 июня 1963 — 28 июня 2012) — российский культурист, 4-кратный чемпион мира, 2-кратный чемпион Европы, многократный чемпион России по бодибилдингу.
Умер от рака лёгких в возрасте 49 лет.

## История выступлений
- 2006 — любительский чемпионат мира (1 в категории «Мастера 40+», средний вес)
- 2004 — любительский чемпионат мира (1 в категории полусредний вес)
- 2001 — любительский чемпионат мира (1 в категории полусредний вес)
- 2000 — любительский чемпионат мира (2 в категории полусредний вес)
- 1999 — любительский чемпионат мира; весовая категория до 75 кг — 1 место[1]
- 1998 — любительский чемпионат мира (15 в категории легкий вес)
- 1997 — любительский чемпионат мира (10 в категории легкий вес)
- 1995 — любительский чемпионат мира (4 в категории легкий вес)
- 1994 — любительский чемпионат мира (5 в категории легкий вес)

## Семья
- жена Роза Фахрутдинова (Зарипова) (1973 г.р.);
- сын Марат Фахрутдинов (1998 г.р.);
- дочь Сабина Фахрутдинова (2004 г.р.);